# 凱恩斯會議中心
凱恩斯會議中心是位於澳洲昆士蘭州凱恩斯的會議和娛樂中心，在2004年和2014年被選為世界最佳會議中心。

## 體育
從凱恩斯太攀蛇1999年首個賽季起，凱恩斯會議中心都為其的主場。在太攀蛇主場期間，本中心被稱為蛇坑。
2018年大英國協運動會籃球比賽，男子組預賽於此舉行。

## 外部連結
- 官方网站